# Catherine Picard
Pour les articles homonymes, voir Picard (homonymie).
Catherine Picard, née Cordonnier le 14 août 1952 à La Garenne-Colombes (Seine), est une personnalité de la vie civile et politique française. Ancienne députée, elle préside de 2004 à 2019 l'Union nationale des associations de défense des familles et de l'individu victimes de sectes (Unadfi).
Catherine Picard est également membre de l'obédiance maçonnique le Droit humain.

## Mandats et carrière politique
Catherine Picard, licenciée en lettres, s'est spécialisée en ethnologie sociale et devient la Conseillère d'éducation populaire et de jeunesse pour le département de l'Eure puis pour la région Haute-Normandie.
Membre du conseil national du Parti socialiste, conseillère municipale des Andelys de 1995 à 1998, elle est élue députée socialiste le 1er juin 1997 dans la 5e circonscription de l'Eure.
En 1998, elle est élue conseillère régionale de Haute-Normandie, membre de la commission des finances. Elle est reconduite en 2004 et devient membre de la commission des transports.
Durant la XIe législature de l'Assemblée nationale (de 1997 à 2002), Catherine Picard siège à la Commission des affaires culturelles, familiales et sociales et à la Commission des lois, elle s'implique sur la question des sectes en présidant le groupe d’études de l'Assemblée nationale sur le phénomène sectaire.
En 1998, elle est membre de la Commission d'enquête sur la situation financière, patrimoniale et fiscale des sectes, ainsi que sur leurs activités économiques et leurs relations avec les milieux économiques et financiers.
Très impliquée dans ce travail, elle est notamment rapporteure de la loi du 12 juin 2001 dite « loi About-Picard » tendant à renforcer la prévention et la répression des mouvements sectaires portant atteinte aux droits de l'homme et aux libertés fondamentales, texte coproduit avec la Haute assemblée représenté par le sénateur centriste Nicolas About.
Attachée à la défense des droits de l'homme et des libertés fondamentales, elle choisit de siéger au sein de la délégation de l'Assemblée nationale aux droits des femmes et à l'égalité des chances entre les hommes et les femmes.

## Militantisme
Au-delà de son militantisme, Catherine Picard préside depuis 1997 l'Association locale pour la formation et l’adaptation socioprofessionnelle (ALFA) créée en février 1986 sur l’initiative de partenaires locaux et du Comité de bassin d’emploi de Vernon et Gisors, afin de mettre au service de toute personne en recherche d’insertion sociale et professionnelle un « lieu-ressource » pour la formation.
De 1997 à 2010, Catherine Picard préside également Science Action Normandie, association régionale de promotion de la culture scientifique, technique et industrielle en région Normandie.
Au regard de son action parlementaire, elle s'engage également au sein de l'UNADFI, union nationale des associations de défense des familles et de l'individu victimes de sectes qu'elle préside de 2004 à 2019.

## Ouvrages
- Sectes, démocratie et mondialisation, PUF, 2002 (en collaboration avec l'historienne Anne Fournier)

## Distinctions
- Officier de la Légion d'honneur  14 juillet 2019, chevalier de la Légion d'honneur[5] en janvier 2009.

## Remarque
Ne pas confondre avec Catherine Picard, conseillère départementale des Hauts-de-Seine et maire adjointe socialiste de Malakoff, née le 2 janvier 1952.

## Sources